# David Moliner Andrés
David Moliner Andrés   (1991) és un compositor i percussionista castellonenc de trajectòria internacional.